# Shin’ichi Itō
Shin’ichi Itō (jap. 伊藤真一 Itō Shin’ichi; ur. 7 grudnia 1966 w Kakuda) – japoński motocyklista. Japończyk słynął ze świetnej pracy nad rozwojem motocykli. Dzięki temu był głównym testerem takich fabrycznych ekip, jak Honda czy Ducati.

## Kariera
W latach 1988–1992 Japończyk, dzięki tzw. „dzikiej karcie”, brał udział w inauguracyjnym wyścigu sezonu o GP Japonii. Dosiadając motocykl Hondy, Itō trzykrotnie zdobył punkty. Najlepszy wynik osiągnął w 1992 roku, kiedy to zmagania zakończył na czwartej pozycji.
Sezon 1993 był pierwszym dla Japończyka w pełnym wymiarze. Reprezentował wówczas ekipę Rothmans-Honda, a jego partnerami byli Australijczycy Mick Doohan i Daryl Beattie. W zespole Itō spisywał się najsłabiej z trójki zawodników. Shin’ichi pełnił jednak często rolę testera nowych części, m.in. system wtrysku paliwa. Mimo wszystko był to udany rok dla Shin’ichiego, który regularnie plasował się w czołowej ósemce. Podczas GP Niemiec sięgnął po pierwsze w karierze pole position. W wyścigu zajął trzecie miejsce, stając tym samym po raz pierwszy na podium. Przeszedł do historii, jako pierwszy zawodnik, który uzyskał prędkość przekraczającą 200 mil/h, właśnie na Hockenheimringu. W klasyfikacji generalnej zajął 7. miejsce.
Drugi rok startów był najlepszy w wykonaniu Itō. W trakcie sezonu trzykrotnie meldował się na podium, a najsłabszą pozycję uzyskał w GP Wielkiej Brytanii, gdzie był dziewiąty. Pomimo wyraźnie większego dorobku punktowego, ponownie został sklasyfikowany na 7. pozycji.
W sezonie 1995 Japończyk dwukrotnie znalazł się w pierwszej trójce, podczas GP Niemiec i Europy. W wyścigu o GP Japonii Itō wykorzystał swoje doświadczenie z częstych startów na Suzuce i w deszczowych warunkach wyszedł na prowadzenie. Szansę zwycięstwo zaprzepaściła jednak kraksa na jednym z zakrętów. Był to jedyny wyścig, którego Shin’ichi nie ukończył. Reprezentant kraju kwitnącej wiśni zakończył zmagania na 5. miejscu, pomimo mniejszej ilości punktów w stosunku do poprzedniego sezonu.
Rok 1996 był ostatnim dla Itō w pełnym wymiarze. Zespół znając umiejętności Japończyka w kwestii rozwoju motocykli, dostarczył mu maszynę o silniku V2, oznaczony nazwą „NRS500V”. Był to zdecydowanie najsłabszy sezon dla Itō w zespole Hondy, który najlepszą lokatę uzyskał podczas GP Katalonii, gdzie był szósty. Skromny dorobek punktowy pozwolił mu zająć 12. miejsce w końcowej klasyfikacji.
W sezonie 1997 Japończyk na stałe powrócił do japońskich wyścigów Superbike. W 1998 roku po raz drugi został mistrzem kategorii 500 cm³. W latach 1997–1998 Shin’ichi zwyciężył w prestiżowym 8-godzinnym wyścigu „Suzuka 8h”, wraz z Tohru Ukawą. W 1998 po raz pierwszy sięgnął po pole position. Sukces powtórzył również rok później, jednakże po 146 okrążeniach musiał wycofać się z rywalizacji.
W roku 1999 wziął udział w GP Japonii. Rywalizację ukończył na siódmym miejscu.
Sezon 2000 to praca w zespole Kanemoto-Honda, w którym pracował jako tester opon Bridgestone. Dwa lata później, w nagrodę za swoją pracę, Shin’ichi dostał szansę udziału w inauguracyjnej rundzie na torze Suzuka, w zespole Repsol Honda. Na znakomicie znanym dla siebie obiekcie Itō fantastycznie spisał się w kwalifikacjach, tracąc do zdobywcy pole position Valentino Rossiiego 0,3 sekundy. W wyścigu również spisał się dobrze, kończąc go na czwartym miejscu. Od ekipy Kanemoto otrzymał szansę udziału w kończącym cykl GP Australii. Nie udało mu jednak dojechać do mety.
W 2005 roku Japończyk rozpoczął współpracę z włoską ekipą Marlboro-Ducati, w której pełnił funkcje kierowcy testowego. Nieoczekiwanie pojawiła się szansa zastąpienia kontuzjowanego Lorisa Capirossiego, podczas GP Turcji. Wyścig zakończył na piętnastym miejscu, jednakże Itō zignorował karę przejazdu przez boksy, za co został zdyskwalifikowany.
Shin’ichi kontynuował współpracę z bolońską stajnią do sezonu 2007. Podczas przesezonowych testów na torze Motegi Japończyk miał wypadek, w wyniku którego złamał nogę. Kontuzja pokrzyżowała plany Itō na sezon. Pod koniec roku po raz ostatni wystartował w wyścigu o GP Japonii, w klasie MotoGP. W zespole Pramac d’Antin Ducati zmagania zakończył na ostatniej punktowanej piętnastej lokacie. We włoskiej ekipie zastąpił wówczas Alexa Hoffmana. Po tym sezonie zakończył pracę w Ducati, przechodząc na sportową emeryturę.

### WSBK
W 1999 roku Japończyk wystartował z „dziką kartą” w ostatniej rundzie sezonu, rozegranej na japońskim torze w Sugo. Pierwszy wyścig zakończył na 11. pozycji, natomiast w drugim nie dojechał do mety. Uzyskane punkty sklasyfikowały go na 48. miejscu.

### Japońskie Mistrzostwa Superbike
Itō przez wiele sezonów startował w krajowych mistrzostwach Superbike. Największe sukcesy osiągał w roku 1990 oraz sezonach 2005–2006, kiedy to sięgał po tytuł mistrzowski, w najwyższej klasie 500 cm³.

### Suzuka 8h
W 1988 roku Japończyk po raz pierwszy wziął udział w 8-godzinnym wyścigu na torze Suzuka. W latach 1991–2007 Shin’ichi nieprzerwanie startował w tych prestiżowych zmaganiach. Wyścig wygrywał trzykrotnie – w sezonach 1997-1998 wraz z Tohru Ukawą oraz w roku 2006, razem z Takeshi Tsujimurą. Tyle samo razy startował również z pole position. Warto dodać, iż w roku 2007 zajął 3. miejsce wraz z Yusuke Teshimą, po ciężkiej kontuzji, w postaci złamanej nogi.

### Statystyki liczbowe
| Rok  | Klasa   | Zespół                | Motocykl     | 1      | 2      | 3      | 4      | 5     | 6      | 7      | 8      | 9      | 10     | 11     | 12    | 13    | 14     | 15     | 16      | 17    | 18    | Punkty | Pozycja | Zwycięstwa |
| ---- | ------- | --------------------- | ------------ | ------ | ------ | ------ | ------ | ----- | ------ | ------ | ------ | ------ | ------ | ------ | ----- | ----- | ------ | ------ | ------- | ----- | ----- | ------ | ------- | ---------- |
| 1988 | 500 cm³ | Seed-Honda            | NSR500       | JPN NC | USA -  | ESP -  | EXP -  | NAT - | GER -  | AUT -  | NED -  | BEL -  | YUG -  | FRA -  | GBR - | SWE - | CZE -  | BRA -  |         |       |       | 0      | -       | 0          |
| 1989 | 500 cm³ | HRC-Honda             | Honda NSR500 | JPN 10 | AUS -  | USA -  | ESP -  | NAT - | GER -  | AUT -  | YUG -  | NED -  | BEL -  | FRA -  | GBR - | SWE - | CZE -  | BRA -  |         |       |       | 6      | 32      | 0          |
| 1990 | 500 cm³ | Pentax-Honda          | NSR500       | JPN 9  | USA -  | ESP -  | NAT -  | GER - | AUT -  | YUG -  | NED -  | BEL -  | FRA -  | GBR -  | SWE - | CZE - | HUN -  | AUS -  |         |       |       | 7      | 26      | 0          |
| 1991 | 500 cm³ | Pentax-Honda          | NSR500       | JPN 16 | AUS -  | USA -  | ESP -  | ITA - | GER -  | AUT -  | EUR -  | NED -  | FRA -  | GBR -  | RSM - | CZE - | VDM -  | MAL -  |         |       |       | 0      | -       | 0          |
| 1992 | 500 cm³ | HRC-Honda             | NSR500       | JPN 4  | AUS -  | MAL -  | ESP -  | ITA - | EUR -  | GER -  | NED -  | HUN -  | FRA -  | GBR -  | BRA - | RSA - |        |        |         |       |       | 10     | 16      | 0          |
| 1993 | 500 cm³ | Rothmans-Honda        | NSR500       | AUS 7  | MAL 6  | JPN 4  | ESP NC | AUT 6 | GER 3  | NED 6  | EUR NC | RSM 4  | GBR 5  | CZE 7  | ITA 8 | USA 6 | FIM NC |        |         |       |       | 119    | 7       | 0          |
| 1994 | 500 cm³ | HRC-Honda             | NSR500       | AUS 5  | MAL 3  | JPN 3  | ESP NC | AUT 4 | GER 6  | NED NC | ITA 5  | FRA 5  | GBR 9  | CZE 2  | USA 4 | ARG 4 | EUR NC |        |         |       |       | 141    | 7       | 0          |
| 1995 | 500 cm³ | Repsol-Honda          | NSR500       | AUS 10 | MAL 7  | JPN NC | ESP 8  | GER 3 | ITA 4  | NED 8  | FRA 4  | GBR 6  | CZE 5  | BRA 10 | ARG 9 | EUR 2 |        |        |         |       |       | 127    | 5       | 0          |
| 1996 | 500 cm³ | Repsol-Honda          | NSR500V      | MAL NC | INA 13 | JPN 11 | ESP 9  | ITA 8 | FRA NC | NED 10 | GER 9  | GBR 10 | AUT NC | CZE 10 | IMO 9 | CAT 6 | BRA 11 | AUS 9  |         |       |       | 77     | 12      | 0          |
| 1999 | 500 cm³ | Lucky Strike-Honda    | NSR500       | MAL -  | JPN 7  | ESP -  | FRA -  | ITA - | CAT -  | NED -  | GBR -  | GER -  | CZE -  | IMO -  | VAL - | AUS - | RSA -  | BRA -  | ARG -   |       |       | 9      | 21      | 0          |
| 2002 | MotoGP  | Repsol-Honda          | RC211V       | JPN 4  | RSA -  | ESP -  | FRA -  | ITA - | CAT -  | NED -  | GBR -  | GER -  | CZE -  | POR -  | BRA - | PAC - | MAL -  |        |         |       |       | 13     | 21      | 0          |
| 2002 | MotoGP  | Kanemoto-Honda        | NSR500       |        |        |        |        |       |        |        |        |        |        |        |       |       |        | AUS NC | VAL -   |       |       | 13     | 21      | 0          |
| 2005 | MotoGP  | Marlboro-Ducati       | GP5          | ESP -  | POR -  | CHN -  | FRA -  | ITA - | CAT -  | NED -  | USA -  | GBR -  | GER -  | CZE -  | JPN - | MAL - | QAT -  | AUS -  | TUR DSQ | VAL - |       | 0      | -       | 0          |
| 2007 | MotoGP  | Pramac d’Antin Ducati | GP7          | QAT -  | ESP -  | TUR -  | CHN -  | FRA - | ITA -  | CAT -  | GBR -  | NED -  | GER -  | USA -  | CZE - | RSM - | POR -  | JPN 15 | AUS -   | MAL - | VAL - | 1      | 26      | 0          |